# Господин Легиньон, стрелочник
«Господин Легиньон, стрелочник» (фр. Monsieur Leguignon Lampiste) — французский кинофильм с Луи де Фюнесом. Фильм основан на радиоспектакле Пьера Феррари и Робера Пико «Суд».

## Сюжет
Бедный стрелочник Эмиль Эжен Легиньон, неоднократно судимый за стычки с полицией, снова попадает под суд. На этот раз за отказ освободить свой дом, подлежащий сносу из-за расширения улицы. В итоге Легиньон всё же вынужден подчиниться решению городских властей и переехать в заброшенный дом в рабочем квартале. Вскоре выясняется, что в подполье его нового дома местные дети обнаружили и хранят клад, и появление нового жильца ставит под угрозу его сохранность. Как-то ночью дети решают пробраться в дом и вынести свои сокровища. За этим делом их и застает мсье Легиньон. Детей он прогоняет, а клад решает забрать себе. Но бдительные родители доводят дело до суда, чтобы сохранить право на найденные ценности за собой. Адвокат Легиньона предлагает разумный компромисс: продать клад с аукциона и на вырученные деньги построить новый многоквартирный дом на месте нынешних лачуг. Жители квартала соглашаются с этой идеей, но к сожалению полученных денег не хватает для осуществления их планов. Тогда Легиньон обращается за помощью к своему боевому другу, ставшему генералом. Тот знакомит его с владельцем инвестиционного фонда и уговаривает вложить деньги, а для большей уверенности и самому возглавить фонд. Финансист оказывается мошенником, а его фонд не более чем финансовой пирамидой. Через короткое время компания объявляет о своем банкротстве, а виновным объявляют нынешнего главу — Легиньона. Несчастный стрелочник вновь вынужден доказывать в суде свою невиновность. В этом ему помогает генерал, втянувший его в это дело. Заседания суда транслируются по радио, и о проблемах жителей квартала становится известно всему городу. Горожане решают помочь обманутым вкладчикам, и благодаря этому строительство дома удается продолжить, а Легиньон становится местным героем.

## Интересные факты
- Луи де Фюнес исполняет роль одного из жителей квартала.